# WTA-kampioenschap dubbelspel
Het WTA-kampioenschap dubbelspel was een tennistoernooi voor vrouwen dat van 1975 tot en met 1997 plaatsvond in diverse steden, verspreid over de continenten (in Japan, de Verenigde Staten en het Verenigd Koninkrijk). De officiële naam van het toernooi was overwegend Bridgestone Doubles Championships (1975–1987).
De WTA organiseerde het toernooi, dat een status had die vergelijkbaar is met de hedendaagse eindejaarskampioenschappen, en dat werd gespeeld op overdekte tapijtbanen of hardcourt-buitenbanen.
Er werd door acht paren per jaar gestreden om de titel in het dubbelspel. Er was geen enkelspeltoernooi aan verbonden.
De Amerikaanse dames Billie Jean King en Martina Navrátilová (deels nog in haar Tsjechische periode) gingen ieder viermaal met de titel naar huis. De Nederlandse Betty Stöve wist het kampioenschap driemaal te grijpen; haar landgenote Manon Bollegraf tweemaal.

## Officiële namen
| 1975–1987 | Bridgestone Doubles Championships      |
| 1988      | World Doubles Championships            |
| 1989      | VS International Doubles Championships |
| 1990      | World Doubles Championships            |
| 1991–1994 | Light 'n' Lively Doubles Championships |
| 1995–1997 | World Doubles Cup                      |

## Meervoudig winnaressen
| speelster                   | aantal titels | in de jaren            |
| --------------------------- | ------------- | ---------------------- |
| Billie Jean King            | 4             | 1976, 1978, 1980, 1983 |
| / Martina Navrátilová       | 4             | 1977, 1978, 1980, 1982 |
| Betty Stöve                 | 3             | 1976, 1977, 1979       |
| Pam Shriver                 | 3             | 1982, 1984, 1986       |
| Gigi Fernández              | 3             | 1989, 1991, 1993       |
| / Larisa Savtsjenko/Neiland | 3             | 1990, 1992, 1995       |
| Ann Kiyomura                | 2             | 1981, 1984             |
| Helena Suková               | 2             | 1987, 1991             |
| / Natallja Zverava          | 2             | 1990, 1993             |
| / Jana Novotná              | 2             | 1992, 1994             |
| Manon Bollegraf             | 2             | 1996, 1997             |
| Nicole Arendt               | 2             | 1996, 1997             |

## Finales
| Datum      | Naam                     | ($)     | Ondergrond     | Winnaressen                          | Verliezend finalistes                    | Uitslag       |         |
| ---------- | ------------------------ | ------- | -------------- | ------------------------------------ | ---------------------------------------- | ------------- | ------- |
| 1975-04-09 | Bridgestone Doubles      | 100.000 | tapijt, binnen | Margaret Court Virginia Wade         | Rosie Casals Billie Jean King            | 6-7, 7-6, 6-2 | details |
| 1976-04-19 | Bridgestone Doubles      | 100.000 | tapijt, binnen | Billie Jean King Betty Stöve         | Mona Guerrant Ann Kiyomura               | 6-3, 6-2      | details |
| 1977-04-04 | Bridgestone Doubles      | 100.000 | tapijt, binnen | Martina Navrátilová Betty Stöve      | Françoise Dürr Virginia Wade             | 7-5, 6-3      | details |
| 1978-04-03 | Bridgestone Doubles      | 100.000 | tapijt, binnen | Billie Jean King Martina Navrátilová | Françoise Dürr Virginia Wade             | 6-4, 6-4      | details |
| 1979-04-02 | Bridgestone Doubles      | 150.000 | tapijt, binnen | Françoise Dürr Betty Stöve           | Sue Barker Ann Kiyomura                  | 7-5, 7-6      | details |
| 1980-03-31 | Bridgestone Doubles      | 150.000 | tapijt, binnen | Billie Jean King Martina Navrátilová | Sue Barker Ann Kiyomura                  | 7-5, 6-3      | details |
| 1981-05-04 | Bridgestone Doubles      | 150.000 | tapijt, binnen | Sue Barker Ann Kiyomura              | Barbara Potter Sharon Walsh              | 7-5, 6-2      | details |
| 1982-04-15 | Bridgestone Doubles      | 150.000 | tapijt, binnen | Martina Navrátilová Pam Shriver      | Kathy Jordan Anne Smith                  | 7-5, 6-3      | details |
| 1983-03-28 | Bridgestone Doubles      | 150.000 | tapijt, binnen | Billie Jean King Sharon Walsh        | Kathy Jordan Anne Smith                  | 6-1, 6-1      | details |
| 1984-03-05 | Bridgestone Doubles      | 200.000 | tapijt, binnen | Ann Kiyomura Pam Shriver             | Barbara Jordan Elizabeth Sayers          | 6-3, 6-7, 6-3 | details |
| 1985-04-01 | Bridgestone Doubles      | 175.000 | tapijt, binnen | Kathy Jordan Elizabeth Smylie        | Betsy Nagelsen Anne White                | 4-6, 7-5, 6-2 | details |
| 1986-03-28 | Bridgestone Doubles      | 175.000 | tapijt, binnen | Barbara Potter Pam Shriver           | Kathy Jordan Elizabeth Smylie            | 6-4, 6-3      | details |
| 1987-01-30 | Bridgestone Doubles      | 175.000 | tapijt, binnen | Claudia Kohde-Kilsch Helena Suková   | Elise Burgin Pam Shriver                 | 6-1, 7-6      | details |
| 1988-11-25 | World Doubles Champ's    | 250.000 | tapijt, binnen | Katrina Adams Zina Garrison          | Gigi Fernández Robin White               | 7-5, 7-5      | details |
| 1989-09-15 | VS Int'l Doubles Champ's | 175.000 | tapijt, binnen | Gigi Fernández Robin White           | Elizabeth Smylie Wendy Turnbull          | 6-2, 6-2      | details |
| 1990-09-12 | World Doubles Champ's    | 175.000 | tapijt, binnen | Larisa Neiland Natallja Zverava      | Manon Bollegraf Meredith McGrath         | 6-4, 6-1      | details |
| 1991-03-28 | Light n' Lively Doubles  | 200.000 | gravel, buiten | Gigi Fernández Helena Suková         | Larisa Neiland Natallja Zverava          | 4-6, 6-4, 7-6 | details |
| 1992-03-26 | Light n' Lively Doubles  | 175.000 | gravel, buiten | Jana Novotná Larisa Neiland          | Arantxa Sánchez Vicario Natallja Zverava | 6-4, 6-2      | details |
| 1993-03-25 | Light n' Lively Doubles  | 175.000 | gravel, buiten | Gigi Fernández Natallja Zverava      | Larisa Neiland Arantxa Sánchez Vicario   | 7-5, 6-3      | details |
| 1994-03-24 | Light n' Lively Doubles  | 175.000 | gravel, buiten | Jana Novotná Arantxa Sánchez Vicario | Gigi Fernández Natallja Zverava          | 6-2, 7-5      | details |
| 1995-05-24 | World Doubles Cup        | 188.125 | gravel, buiten | Meredith McGrath Larisa Neiland      | Manon Bollegraf Rennae Stubbs            | 6-2, 7-6      | details |
| 1996-05-20 | World Doubles Cup        | 188.125 | gravel, buiten | Nicole Arendt Manon Bollegraf        | Gigi Fernández Natallja Zverava          | 6-3, 2-6, 7-6 | details |
| 1997-05-21 | World Doubles Cup        | 188.125 | gravel, buiten | Nicole Arendt Manon Bollegraf        | Rachel McQuillan Nana Miyagi             | 6-1, 3-6, 7-5 | details |

1975 · 1976 · 1977 · 1978 · 1979 · 1980 · 1981 · 1982 · 1983 · 1984 · 1985 · 1986 · 1987 · 1988 · 1989 · 1990 · 1991 · 1992 · 1993 · 1994 · 1995 · 1996 · 1997
ITF-toernooien (mannen en vrouwen)

ATP-toernooien (mannen) – ATP-seizoen 2025

WTA-toernooien (vrouwen) – WTA-seizoen 2025

Voormalige toernooien mannen
Voormalige toernooien vrouwen
Voormalige amateurtoernooien